# !HERO
《!HERO》（直译“！英雄”）是一部有关耶稣的摇滚歌剧。这部歌剧基于“如果耶稣出生在宾夕法尼亚州伯利恒将会怎样？”这个问题。2003年首次巡演后，《!HERO》也通过DVD和CD发行。此歌剧也被写成一部小说三部曲和一系列漫画。

## 剧情
《!HERO》是一部将圣经中耶稣最后两年生活现代化的摇滚歌剧。故事主要设定在纽约市布鲁克林区。在不久的将来，反乌托邦地球被一个叫做国际联合会（International Confederation of Nations，ICON）的世界政府统治。国际联合会的铁腕统治将世界上几乎所有宗教（除了一些隐匿或神秘的小教派）消灭掉了。在布鲁克林区，只有一个犹太教堂存在。纽约市当下是一个由警察占领的战区，充满了种族帮派和反对国际联合会的孤立革命团体。犹太教在众多古老宗教中存活下来并尽力的蓬勃发展。
在宾夕法尼亚州伯利恒，一个名为耶稣却被称为HERO（英雄）的孩子出生了。耶稣和他的家庭被迫逃到布鲁克林的一小片犹太区内。耶稣长大了且开始向纽约市民宣讲并教导基督教的原则，宣传去爱自己的敌人和照顾彼此。国际联合会意识到HERO（耶稣）对他们的通知有威胁，警察局长戴福林（Devlin，来源于英语魔鬼一词 devil）和首席拉比凯（Kai，来源于圣经中的该亚法）合谋想要结束耶稣的革命教导。
歌剧是由亨特探员叙述的。亨特原为国际联合会工作，见到HERO后反叛国家联合会并被监禁。其他歌剧里的人物还有彼得罗夫（彼得），玛吉（抹大拉的马利亚）和裘德（加略人犹大）。裘德像圣经里的犹大一样背叛耶稣与戴福林和凯合谋。故事通过几个耶稣的奇迹和布道（来源于四福音书）进行发展，高潮于耶稣被国际联合会执行死刑，并最后以耶稣复活结束。

## 拍摄演员
| 演员                                | 角色               |
| ----------------------------------- | ------------------ |
| 迈克尔·泰特（Michael Tait）         | 耶稣（HERO）       |
| 马克·斯图尔特（Mark Stuart）        | 彼得罗夫           |
| 丽贝卡圣詹姆斯（Rebecca St. James） | 玛吉               |
| 保罗·莱特（Paul Wright）            | 亨特探员           |
| 妮尔夫·多桑（Nirva Dorsaint）       | 玛丽妈妈           |
| 约翰·库珀（John Cooper）            | 首席拉比凯         |
| 迈克尔·昆兰（Michael Quinlan）      | 裘德               |
| 马特·哈密特（Matt Hammitt）         | 盲残废             |
| T-Bone                              | 睚鲁               |
| 唐尼·刘易斯（Donnie Lewis）         | 睚鲁的妻子         |
| 皮特·斯图尔特（Pete Stewart）       | 警察局长德夫林     |
| 鲍勃·法雷尔（Bob Farrell）          | 彼拉多州长         |
| 约翰·格雷（John Grey）              | 婚礼上的主持拉比   |
| 内森·李（Nathan Lee）               | 门卫天使           |
| GRITS                               | 婚礼派对           |
| 皮特和唐娜·斯图尔特                 | 婚礼中的新娘和新郎 |

## 歌曲列表
参见 !Hero (专辑)。